# Anna Warburg
Anna Beata Warburg, född 27 december 1881 i Stockholm, död 8 juni 1967 i Israel, var en svensk förskolepionjär, barnträdgårdsledare och filantrop. Hon var en av de ledande i arbetet med att bygga upp barnträdgårdar i Sverige.

## Biografi
Anna Warburgs far Siegfrid Samuel Warburg var tysk jude som lämnat hemlandet för att bosätta sig i Stockholm och modern Lea Ellen född Josefsson tillhörde en svensk-judisk familj. Anna Warburg var nummer tre i en syskonskara på fyra döttrar; syster till paleontologen Elsa Warburg. Hon gick i Whitlockska samskolan, en reformpedagogisk skola där bland annat Elsa Beskow var elev vid samma tid. Anna Warburg var tidigt intresserad av pedagogiskt arbete och efter inbjudan av en släkting kom hon till Hamburg för att arbeta i familj. Där genomgick hon sedan en utbildning till barnträdgårdsledarinna vid Pestalozzi-Fröbel-Haus.
Efter återkomsten från Tyskland arbetade Anna Warburg bland annat i Engelbrekts församlings barnkrubba i tre år, men var djupt bekymrad över de usla villkor som gällde för verksamheten med 30 barn. Spädbarn och skolbarn var inhysta tillsammans i två små rum. Anna Warburg kom sedan att vara inriktad på att skapa så kallade folkbarnträdgårdar, som riktade sig till fattiga barn och erbjöd dem en pedagogisk verksamhet. Hennes första insats var ett föredrag hon höll i Grängesberg och som bidrog till starten av en barnträdgård där 1904, med stöd av Grängesbergsbolaget. Anna Warburg såg till att den som utsågs till föreståndare var utbildad vid Fröbelinstitutet i Norrköping hos Ellen Moberg och Maria Moberg. Anna Warburg menade att Fröbelpedagogiken, som den utformats i Norrköping, var garanten för en god verksamhet inriktad på fattiga barn. Anna Warburg liksom Ellen och Maria Moberg kom att bli en av dem som stred för att starta folkbarnträdgårdar och inte sådana som Anna Warburg betraktade som lyxbarnträdgårdar för de besuttna.
Anna Warburg gifte sig 1908 med sin släkting Fritz Warburg, som var bankir från Hamburg där familjen kom att bosätta sig. Tre döttrar föddes och familjen ingick i stadens burgna borgerskap. Denna livsstil var emellertid främmande för Anna Warburg som själv vuxit upp under enklare förhållanden och hon valde att göra sociala insatser av olika slag. Hon var aktiv i den tyska kindergartenrörelsen och startade en Volkskindergarten i Hamburg 1910 där hon var ordförande samt satt i styrelsen för ett seminarium för ledarinnor. Hon höll också kontakt med Sverige och lovade bland annat att donera medel för att starta en barnträdgård som en del av Husmodersskolan i Stockholm. Dessa medel var emellertid villkorade så att föreståndaren skulle vara utbildad i Norrköping. Hon verkade på olika sätt för en utbyggnad av barnkrubbor med utbildad barnträdgårdspersonal och gjorde bland annat inlägg i Svenska Dagbladet.
Under första världskriget var familjen bosatt i Stockholm. När Svenska Fröbelförbundet grundades 1918 var Anna Warburg en centralgestalt; det var vid en samling i hennes hem i Stockholm som förbundet grundades. Hon valdes till ordförande och deltog i första årsmötet 1919, men avgick då familjen flyttade tillbaka till Hamburg. Hon var emellertid fortsatt aktiv som skribent i förbundets tidskrift Barnträdgården och bidrog med artiklar och bokanmälningar. Hon höll också en intensiv brevkontakt med övriga medlemmar. Vid Hitlers maktövertagande i Tyskland 1933 fråntogs Anna Warburg medlemskapet i Tyska Fröbelförbundet och grundade då ett seminarium för judiska barnträdgårdsledarinnor. Hon gav också judiska barn en tillflykt i familjens sommarresidens. Förhållandena i Tyskland gjorde det allt svårare att verka där och 1938 emigrerade familjen till Sverige.
Stockholm blev senare familjens fasta punkt. Anna Warburg kom att vara en viktig person för rörelsen genom sin entusiasm, sina kontakter och också för att hon med hjälp av familjens goda ekonomi kunde bistå ekonomiskt. Två av hennes döttrar kom att ägna sig åt barnträdgårdsrörelsen, en utbildad vid Pestalozzi-Fröbel-Haus och en vid Socialpedagogiska seminariet i Stockholm. Som äldre flyttade Anna Warburg och hennes man till Israel, dit två av döttrarna tidigare flyttat.